# Coppa del Re 1981 (hockey su pista)
La Coppa del Re 1981 è stata la 38ª edizione della principale coppa nazionale spagnola di hockey su pista. La fase finale della competizione ha avuto luogo dal 18 maggio e si è conclusa con la finale in campo neutro a Vic il 5 luglio 1981.
Il trofeo è stato conquistato dal Barcellona per l'ottava volta nella sua storia superando in finale il Cibeles.

## Risultati

### Quarti di finale
| Squadra 1     | Totale | Squadra 2  | Andata | Ritorno |
| ------------- | ------ | ---------- | ------ | ------- |
| Reus Deportiu | 9 - 10 | Noia       | 6 - 5  | 3 - 5   |
| Alcobendas    | 1 - 18 | Barcellona | 0 - 6  | 1 - 12  |
| Voltregà      | 1 - 6  | Cibeles    | 0 - 3  | 1 - 3   |
| Sentmenat     | 12 - 8 | Reus Ploms | 6 - 4  | 6 - 4   |

### Semifinali
| Squadra 1  | Totale | Squadra 2 | Andata | Ritorno |
| ---------- | ------ | --------- | ------ | ------- |
| Cibeles    | 3 - 3  | Noia      | 1 - 0  | 2 - 3   |
| Barcellona | 15 - 7 | Sentmenat | 9 - 2  | 6 - 5   |

### Finale
| Vic 5 luglio 1981 | Barcellona | 5 – 2 | Cibeles |  |